# Walproiniany
Walproiniany – związki chemiczne, sole organiczne pochodne kwasu walproinowego. Stosowane jako leki między innymi w leczeniu padaczki oraz choroby afektywnej dwubiegunowej. Kwas walproinowy jest w niewielkim stopniu metabolizowany przez układ cytochromu P450, ale sam może działać hamująco na niektóre enzymy tego cytochromu, zwłaszcza na CYP2A9. W modelu eksperymentalnym stymulują wzrost zakończeń nerwów czuciowych hamowany przez układ fosfatydyloinozytolu (PI), powodują między innymi hamowanie transportu mioinozytolu oraz hamowanie aktywności kinazy białkowej C, która stanowi dalszy etap reakcji układu PI.